# Testour
Testour (àrab: تستور, Tastūr) és una ciutat de Tunísia, adscrita a la governació de Béja, situada uns 39 km al sud-est de la ciutat de Béja. Té una població de 12.732 habitants i és el cap de la delegació del mateix nom, que consta de 35.300 habitants al cens del 2004.

## Cultura
La ciutat està situada al territori de la tribu amaziga de Béjaoua i s'enfila pels turons de la riba sud del riu Medjerda, al peu del Djebel Morra, al lloc de l'antiga ciutat romana de Tachilla. Al sud-oest trobem els jaciments arqueològics d'Aïn Tounga i Aïn Younes al Djebel Echahid. Fou poblada per andalusins al segle xvii. La gran mesquita de la ciutat es va construir el 1630 i la ciutat té altres catorze mesquites, totes del segle xvii, la principal de les quals és la d'Abdellatif. Els seus carrerons i cases de més de 400 anys la converteixen en una de les ciutats més antigues de Tunísia.
Celebra cada any un festival de música àrab i tradicional, la primera edició del qual es va fer el 1967. Hi havia una població jueva de certa importància fins al 1948; la tomba del rabí Fraji Chawat és lloc de peregrinació.

## Història
La ciutat fou dominada per romans, vàndals i romans d'Orient, però després desapareix i no és esmentada durant l'edat mitjana. Els andalusins s'hi van establir el 1609 o el 1610 (la primera onada d'immigració andalusina es va establir uns anys abans a Khirufa, uns 12 km al nord) i van fundar o refundar la ciutat. Els andalusins de Khirufa van plantar vinya, que va ser molt productiva, però foren gravats amb forts impostos pels governadors otomans i es van traslladar a Testour, on van fundar vers el 1610 Ribat al-Àndalus, amb una petita mesquita. Una segona onada s'hi va instal·lar pocs anys després i Mohamed Tagharino va poder construir-hi la gran mesquita; hi van sorgir, llavors, els barris de Tagharino i de la Hara, amb una comunitat jueva també vinguda de l'antic al-Àndalus.

## Administració
És el centre de la delegació o mutamadiyya homònima, amb codi geogràfic 21 57 (ISO 3166-2:TN-12), dividida en dotze sectors o imades:
- Testour (21 57 51)
- Ibn Zeydoun (21 57 52)
- Cité 26 Février (21 57 53)
- Mezougha (21 57 54)
- Zeldou (21 57 55)
- Ouled Salama (21 57 56)
- Es-Slouguia (21 57 57)
- Aïn Younes (21 57 58)
- Es-Sekhira (21 57 59)
- Oued Ezzargua (21 57 60)
- Sidi Abdelaziz (21 57 61)
- Sidi Ameur (21 57 62)

Al mateix temps, forma una municipalitat o baladiyya (codi geogràfic 21 16).